# Вольщак, Гражина
Гражи́на Вольщак (пол. Grażyna Wolszczak) — польская актриса театра, кино и телевидения.

## Биография
Гражина Вольщак родилась 7 декабря 1958 года в Гданьске. Актёрское образование получила в Государственной высшей театральной школе (теперь Театральная академия им. А. Зельверовича) в Варшаве, которую окончила в 1983 году. Дебютировала в театре в 1982 г. Актриса театров в Познани и Варшаве. Выступает в спектаклях польского «театра телевидения» с 1996 г.

## Избранная фильмография
- 1986 — Маскарад / Maskarada
- 1987 — Закрыть за собой дверь / Zamknąć za sobą drzwi
- 1989 — Лава / Lawa
- 1991 — Фемина / Femina
- 1997 — Очень чистый воздух / Un Air si pur
- 1998 — Баллада о мойщике стекол / La ballata dei lavavetri
- 1998 — Проститутки / Prostytutki — хозяйка квартиры
- 1999 — Все мои близкие / Všichni moji blízcí
- 2002 — Ведьмак / Wiedźmin